# Burgstall Rudolfspitz
Der Burgstall Rudolfspitz, auch Burg Hausruck oder bisweilen Schloss Alt-Starhemberg genannt, ist eine abgegangene Höhenburg auf 590 m ü. A. im Ortsteil Eidenedt der Gemeinde Haag am Hausruck im Bezirk Grieskirchen von Oberösterreich (in der Nähe des Bauernhofs Piesinger, Eidenedt Nr. 6).

## Geschichte
1120 wird ein Hadmar de Husrukke und 1170 ein Herrant de Husrukke, ministeriali regni, genannt. Die an der Grenze zu Bayern bzw. dem Innviertel gelegene Burg dürfte bereits 1171 zerstört worden sein. Der Name der Burg Hausruck wird in der Folge durch die Bezeichnung Rudolfspitz verdrängt. Peter der Anhanger wurde 1411 von Herzog Albrecht V. von Österreich mit „das Purckstal zu Rudolfspiz auf dem Hausruk, auch mit aller zugehör“ belehnt. 1490 erhielt Wolfgang Jörger, der mit den Anhängern verwandt war, das Purkstall zu Rudolfspicz zu Lehen. 1611 werden noch Rudolph Spiz ein alt oed Slos neben Hag genannt.

## Burgstall Rudolfspitz heute
Westlich des Anwesens Piesinger in Eidenedt (Flurname Scheiblingberi bzw. Scheiblingberg) finden sich Reste einer ehemals ausgedehnten Wehranlage.
Zwei etwa 15 Meter aufragende, durch einen Weg getrennte Erdkegel mit vorgelagerten Gräben können noch identifiziert werden. Die Hügel sind mit Bäumen bewachsen, auf dem größeren ist eine Forstschonung gepflanzt.
Im Jahr 1865 wurden bei einer Grabung einzelne  Knochen  sowie Tonscherben gefunden. Die Funde wurden in der Folge als Hinweise auf baierische  Gräber interpretiert. In Wirklichkeit stammen sämtliche veröffentlichte  Scherben  aus dem  16./17. Jh., also nicht aus Grabhügeln  oder sonstigen  Bestattungen.

### Besiedlungsspuren im Gelände

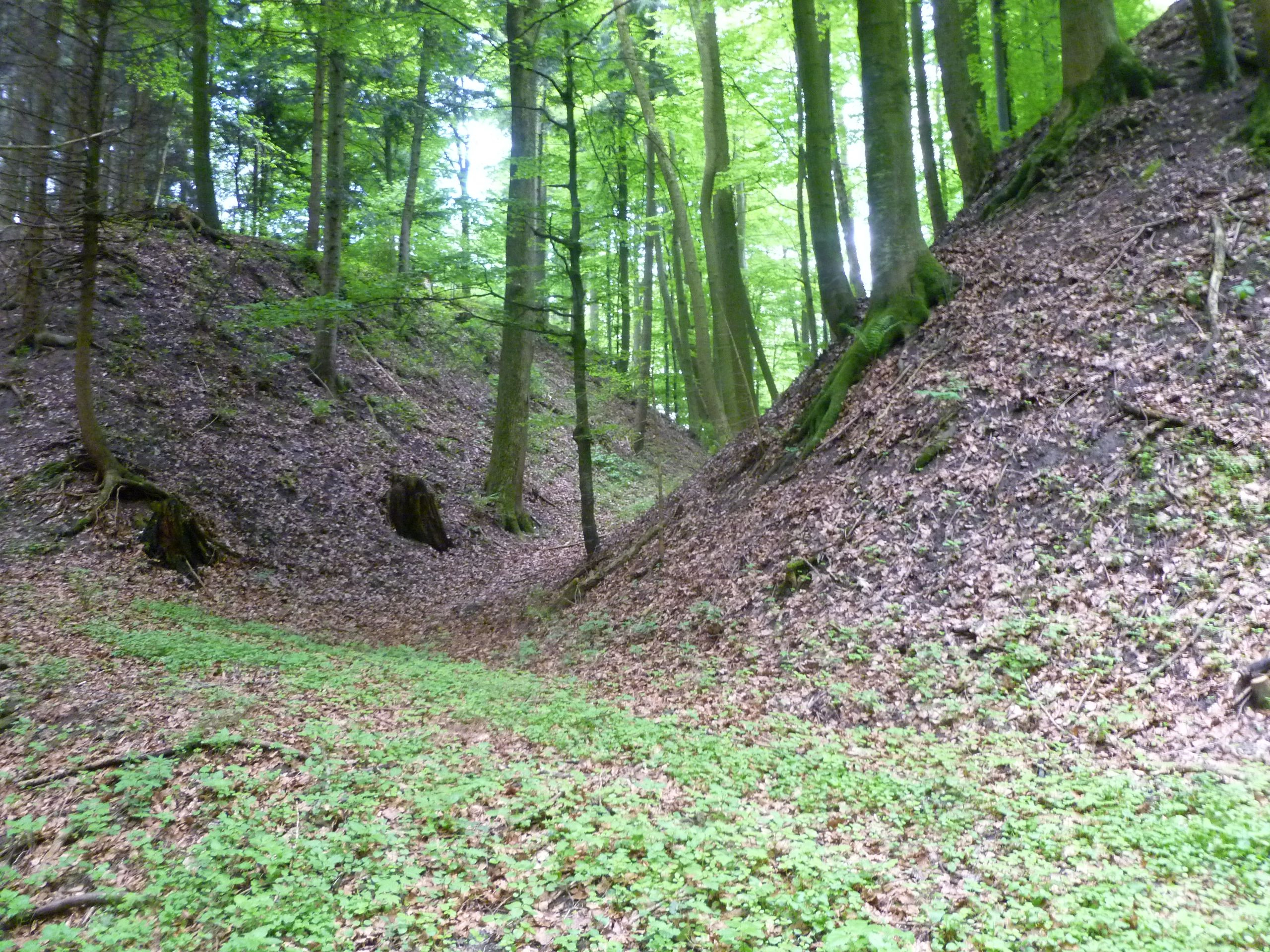
Burgstall Hausruck
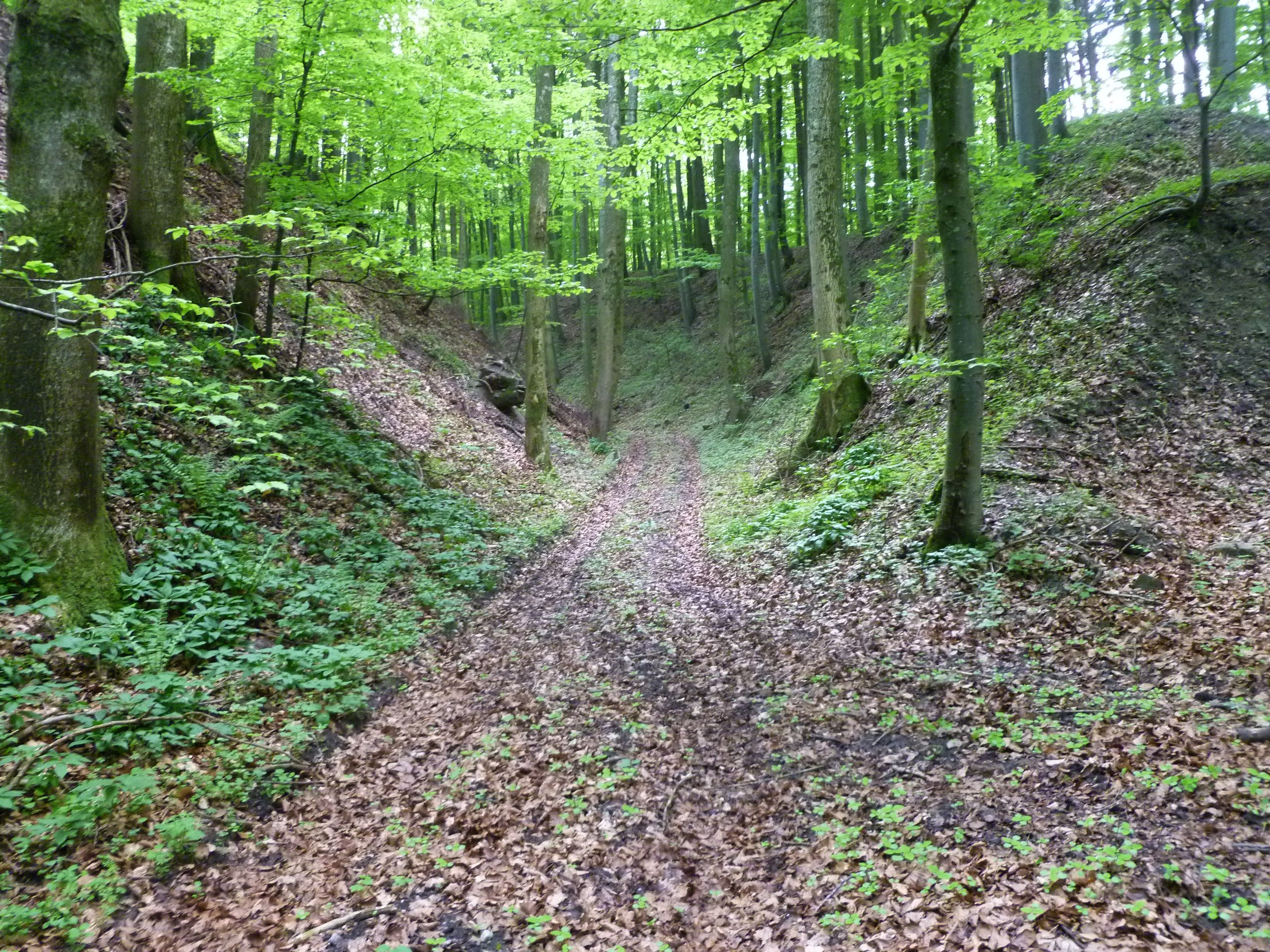
Forstweg zwischen den beiden Hügeln
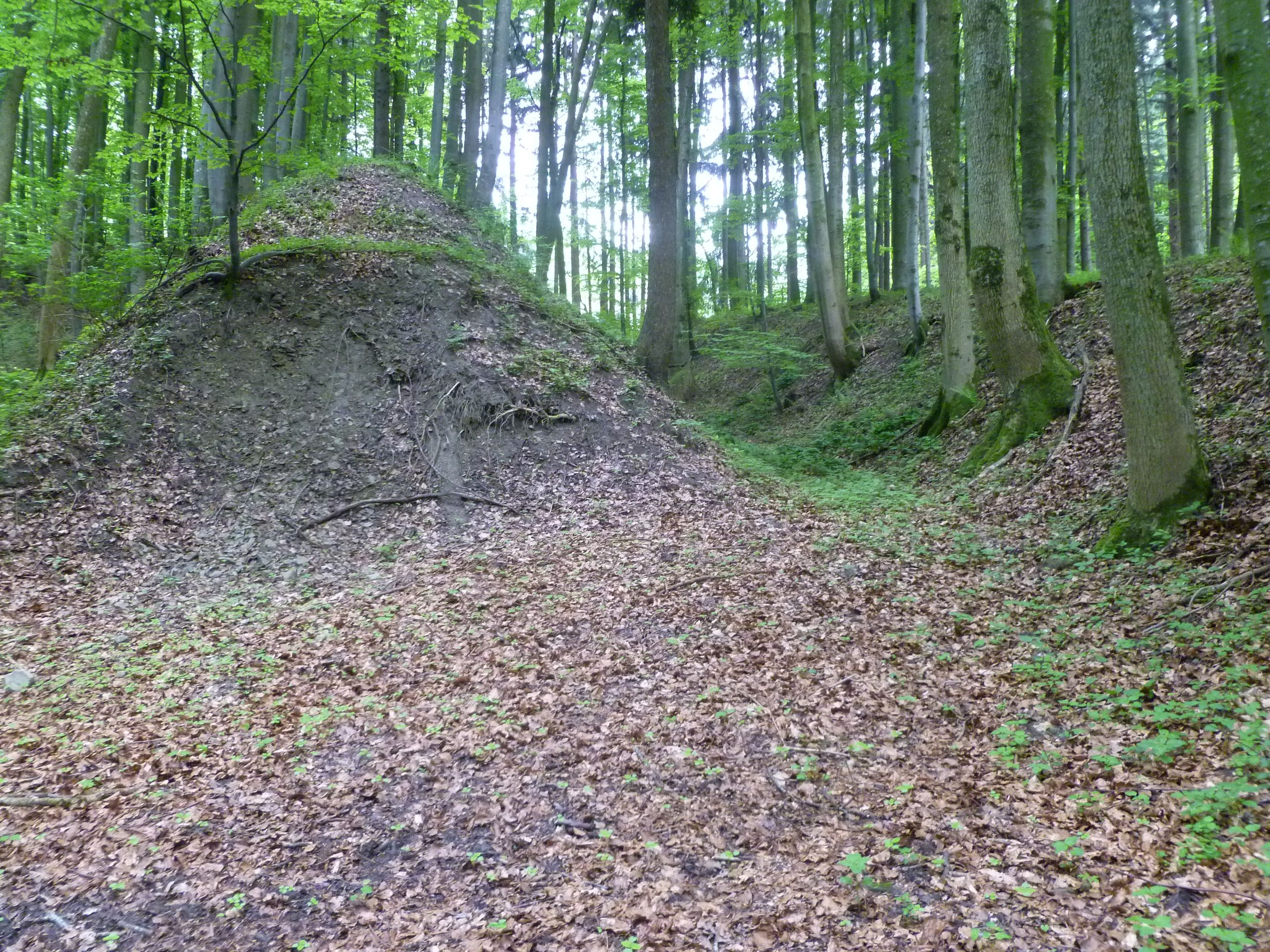
Vorgelagerte Gräben
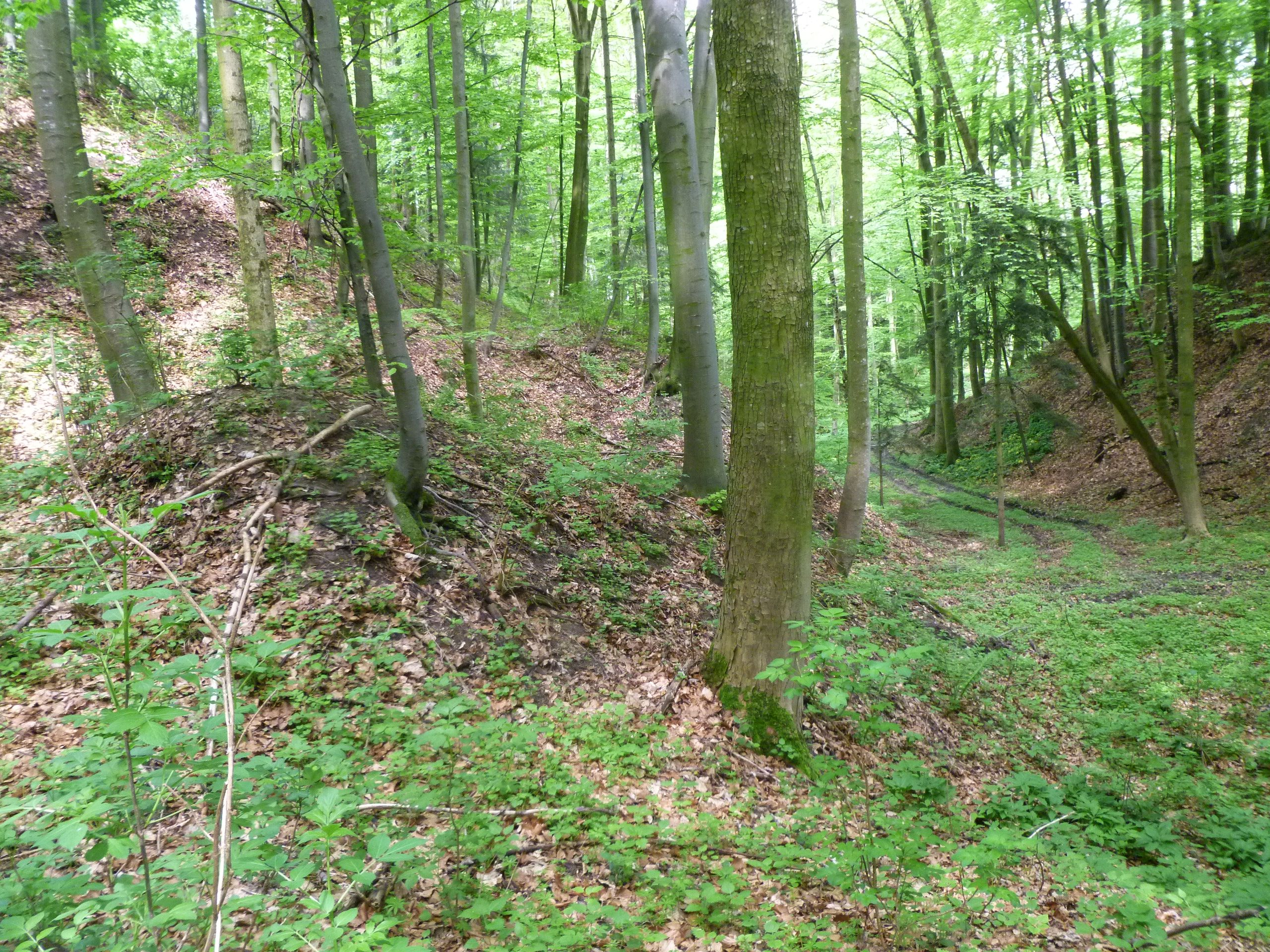
Grabenanlage neben dem Bauernhof Piesinger